# Belfort-du-Quercy

Belfort-du-Quercy este o comună în departamentul Lot din sudul Franței. În 2009 avea o populație de 530 de locuitori.

## Evoluția populației
| An        | 1975 | 1982 | 1990 | 1999 | 2006 | 2009 |
| --------- | ---- | ---- | ---- | ---- | ---- | ---- |
| Populație | 483  | 441  | 458  | 464  | 513  | 530  |